# آیرون‌وود (میشیگان)
آیرون‌وود، میشیگان (به انگلیسی: Ironwood, Michigan) یک شهر در ایالات متحده آمریکا با جمعیت ۵٬۳۸۷ نفر است که در میشیگان واقع شده‌است.

## موقعیت جغرافیایی
موقعیت جغرافیایی شهرها و مناطق اطراف به شرح زیر است:

## نگارخانه

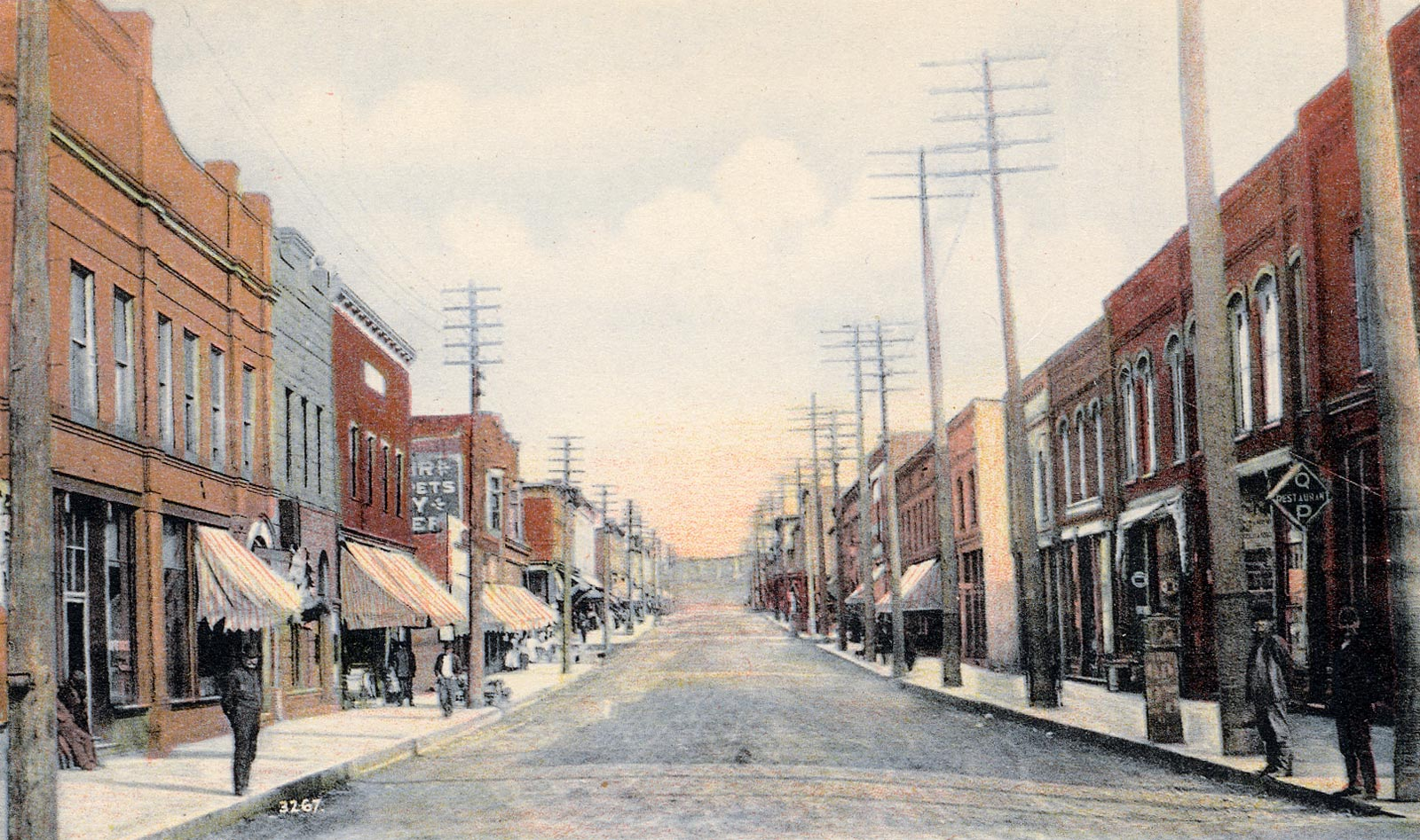
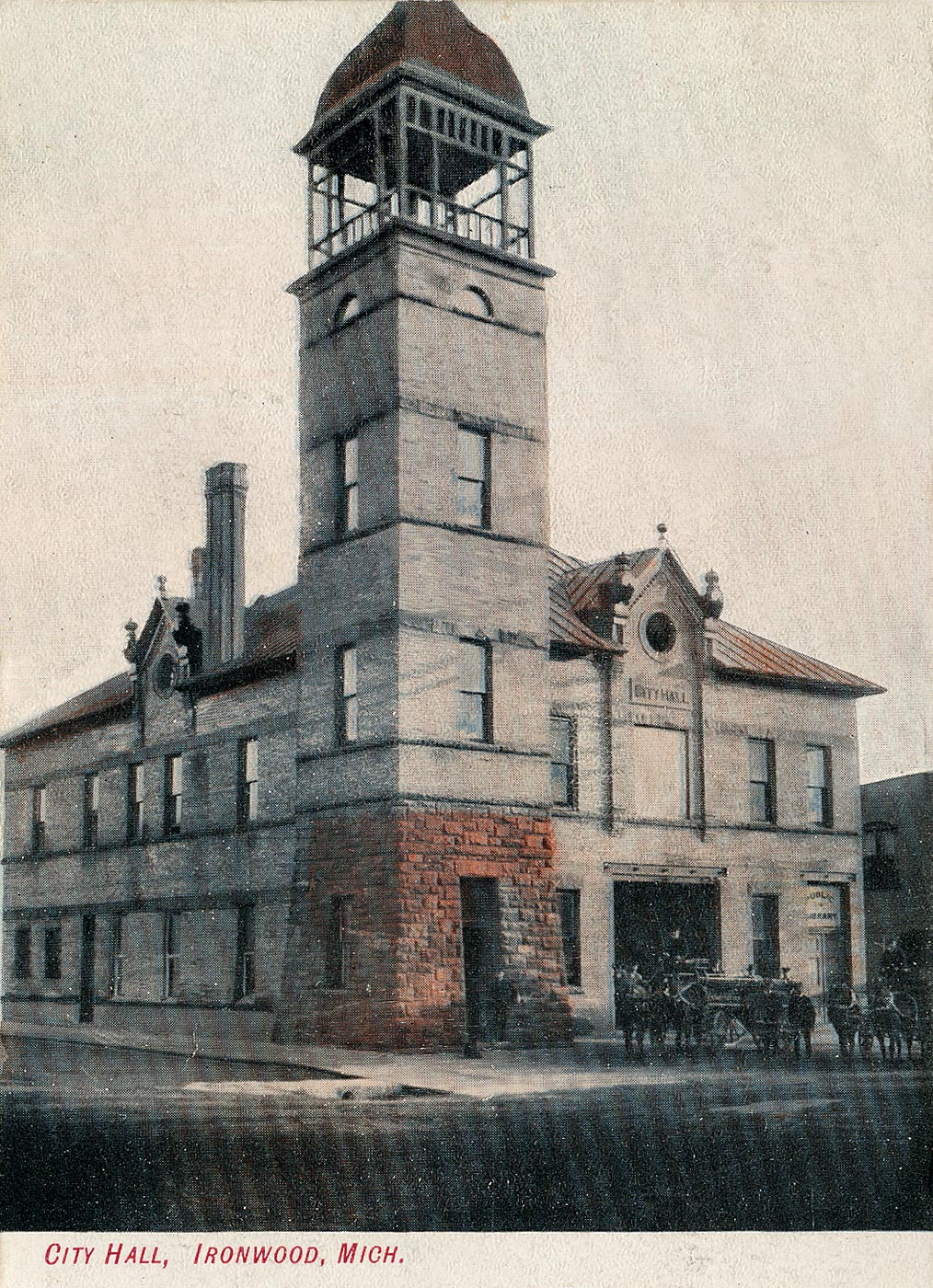
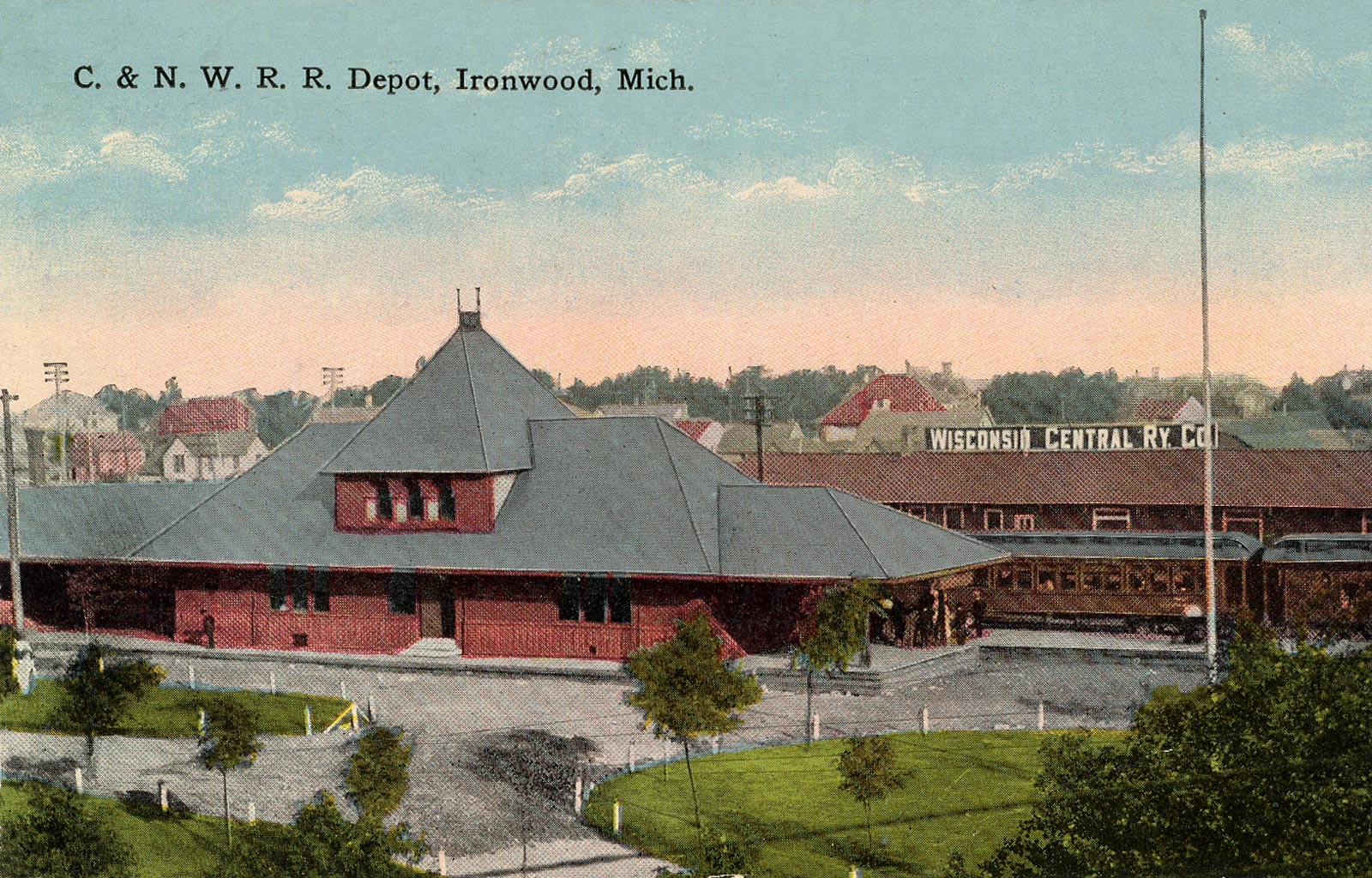
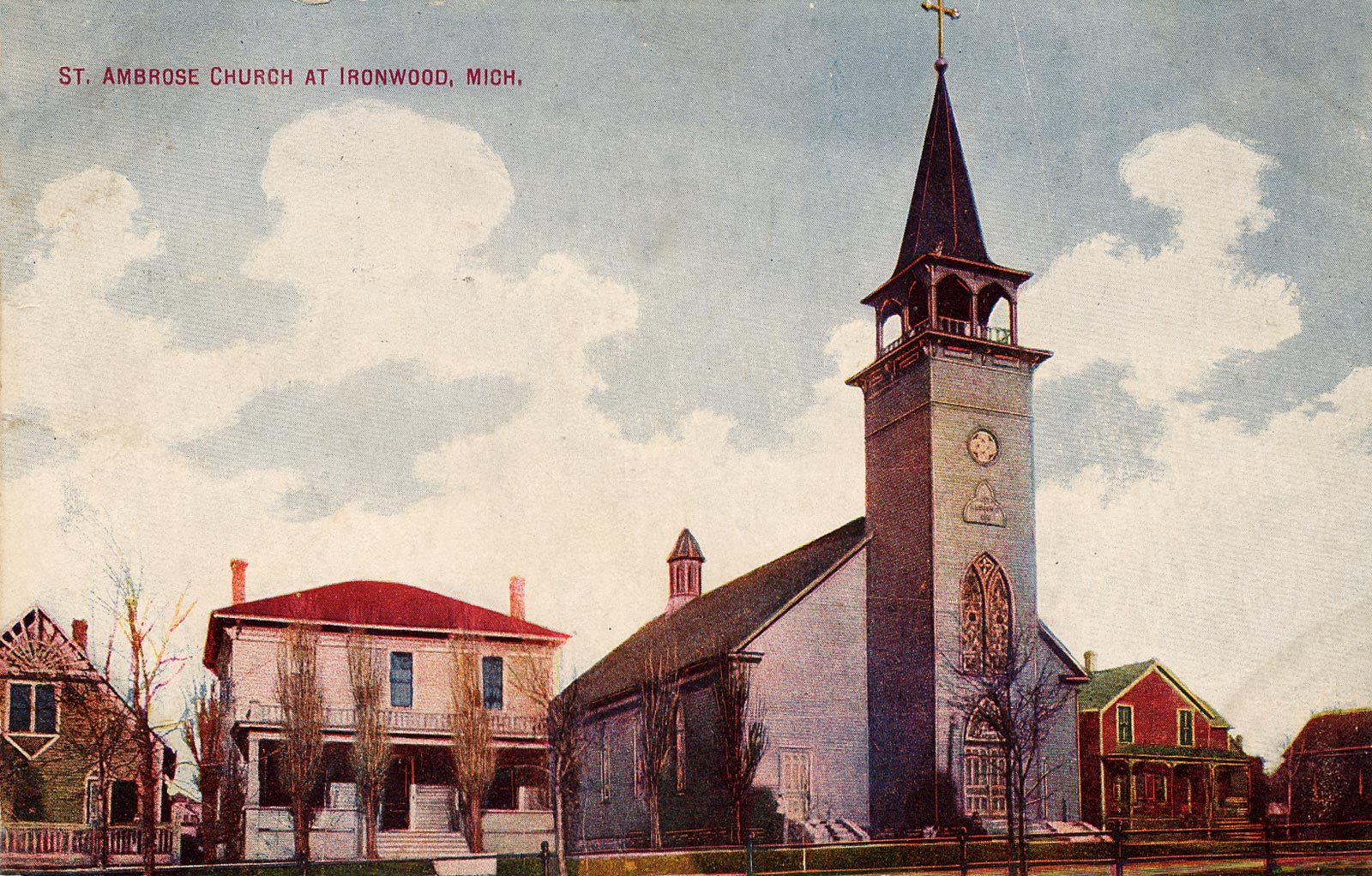
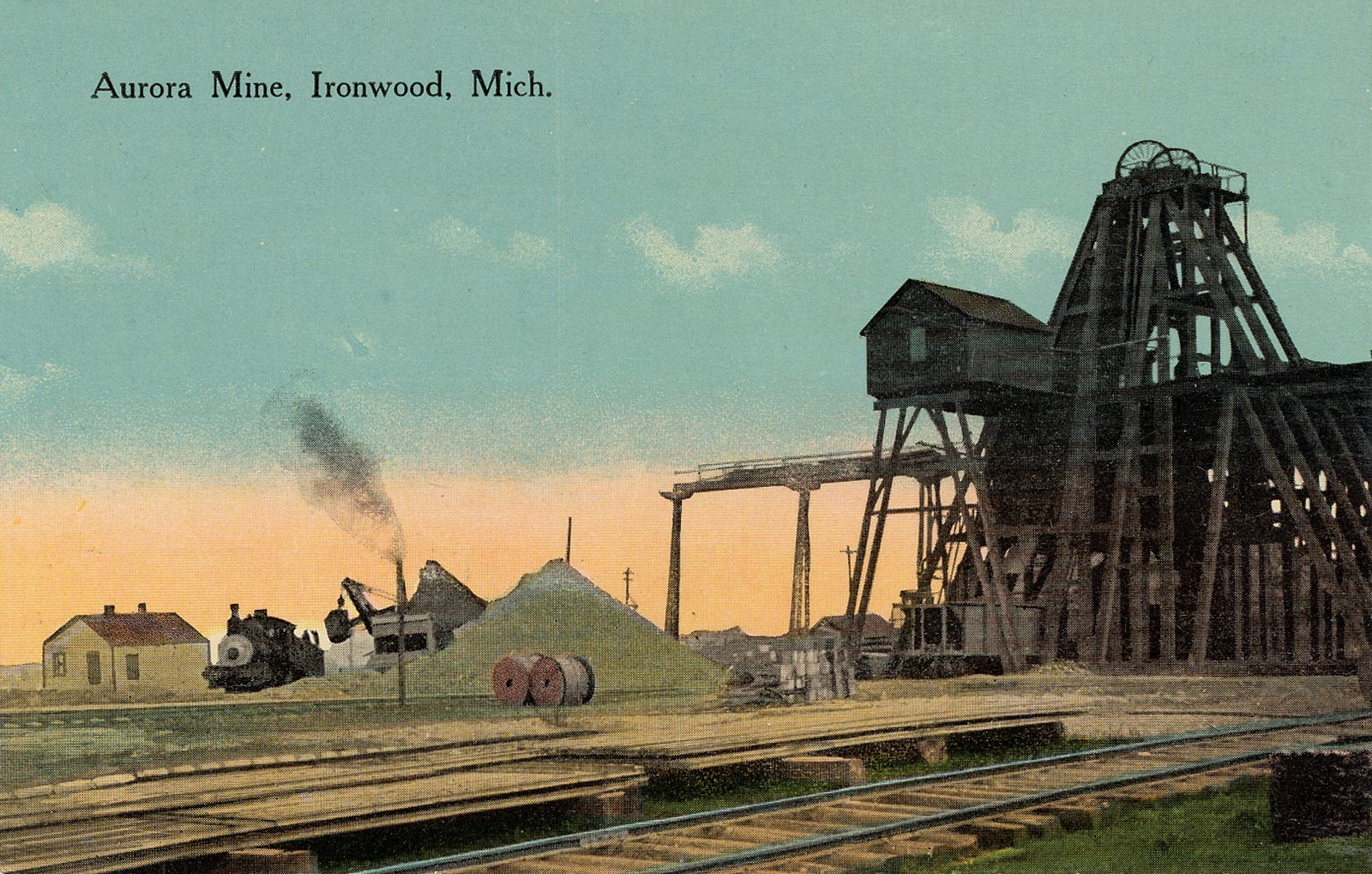
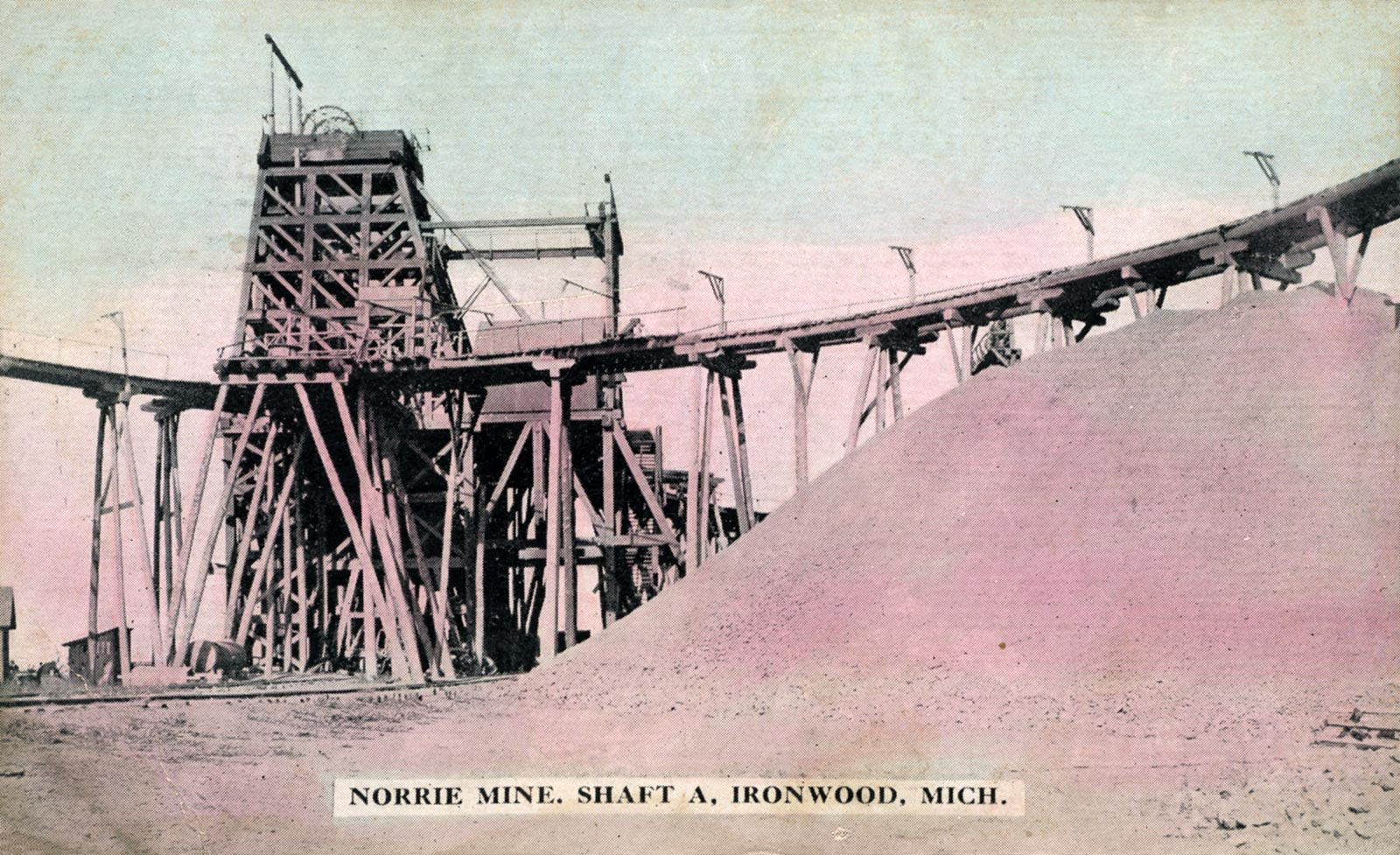
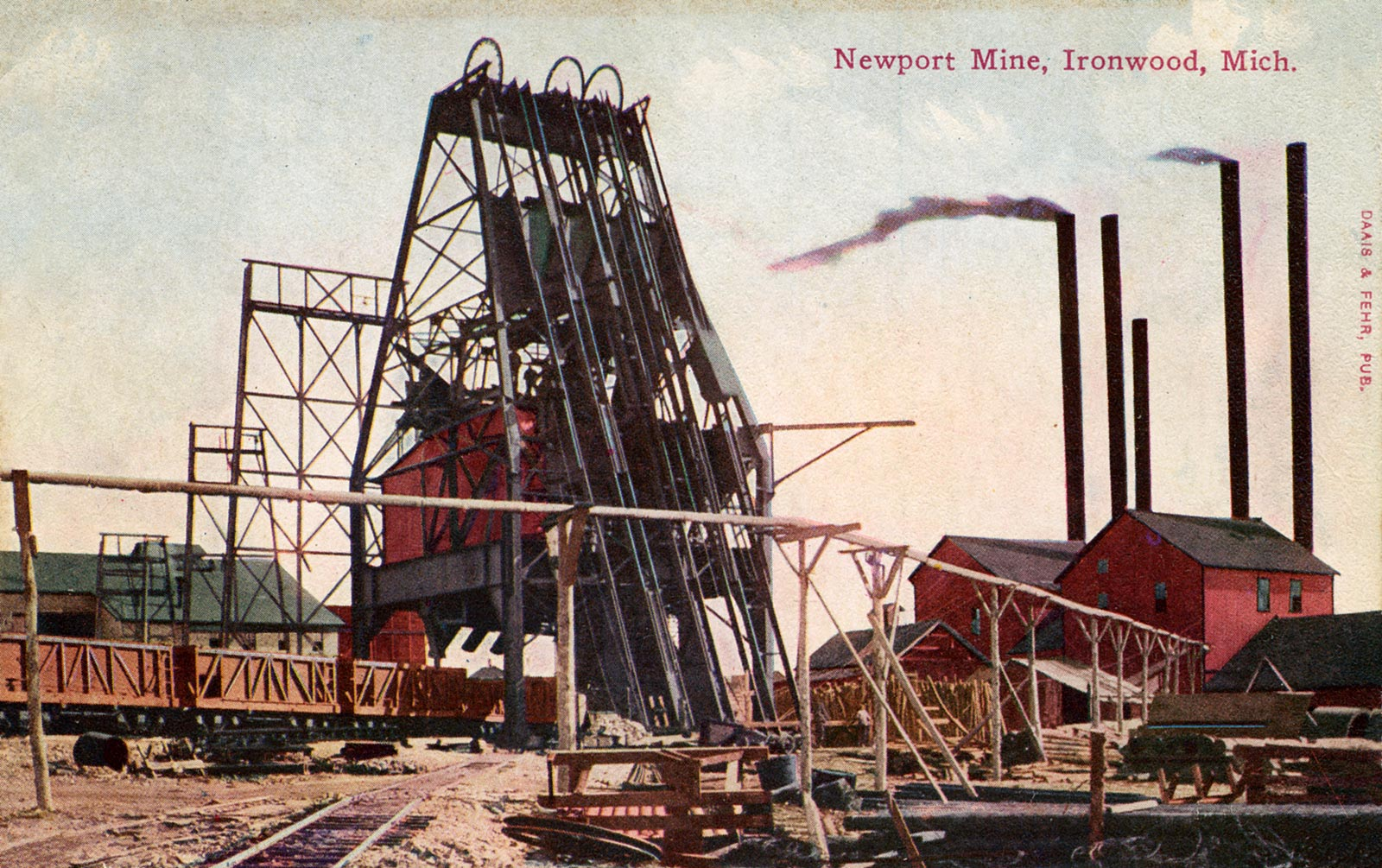
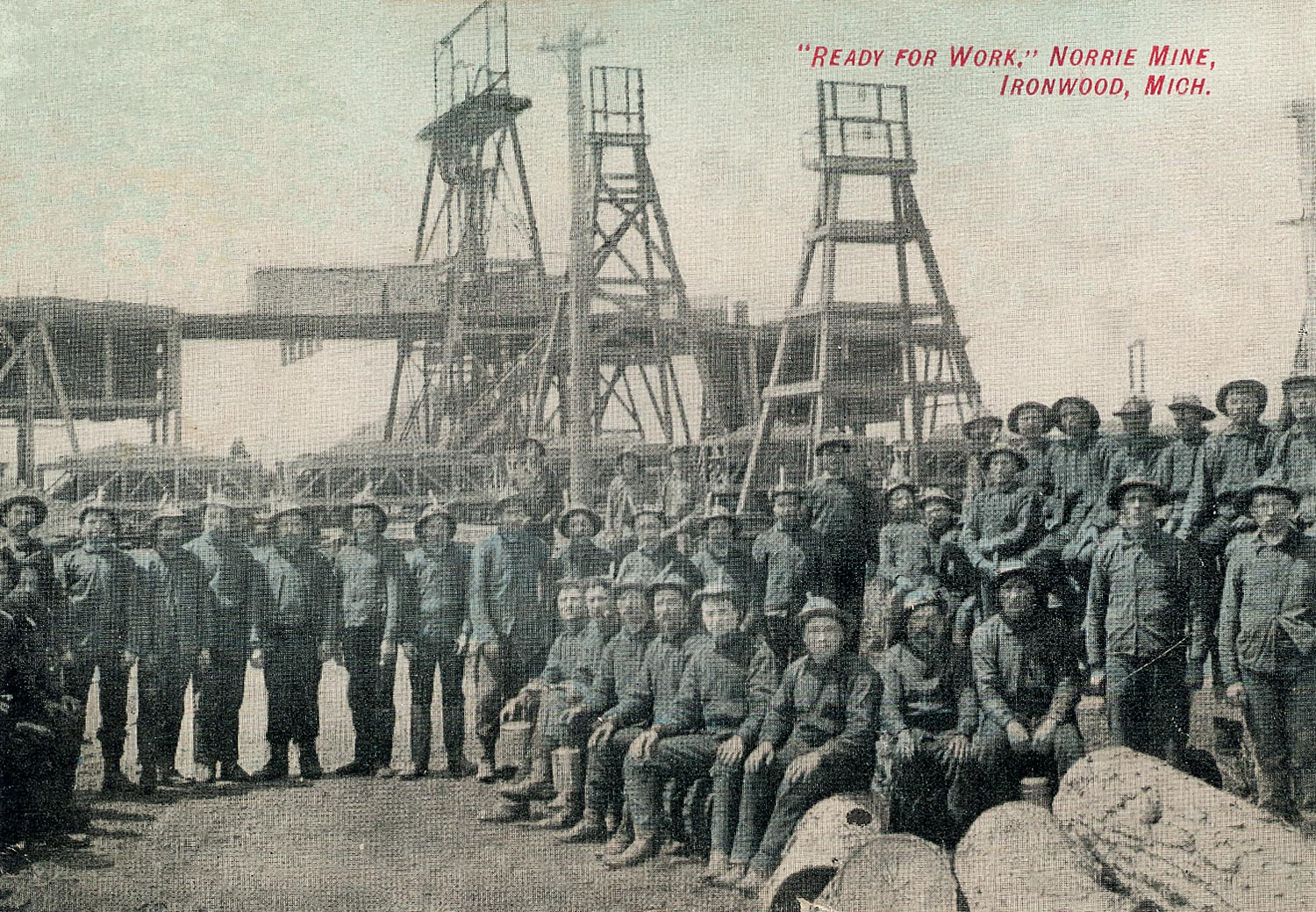
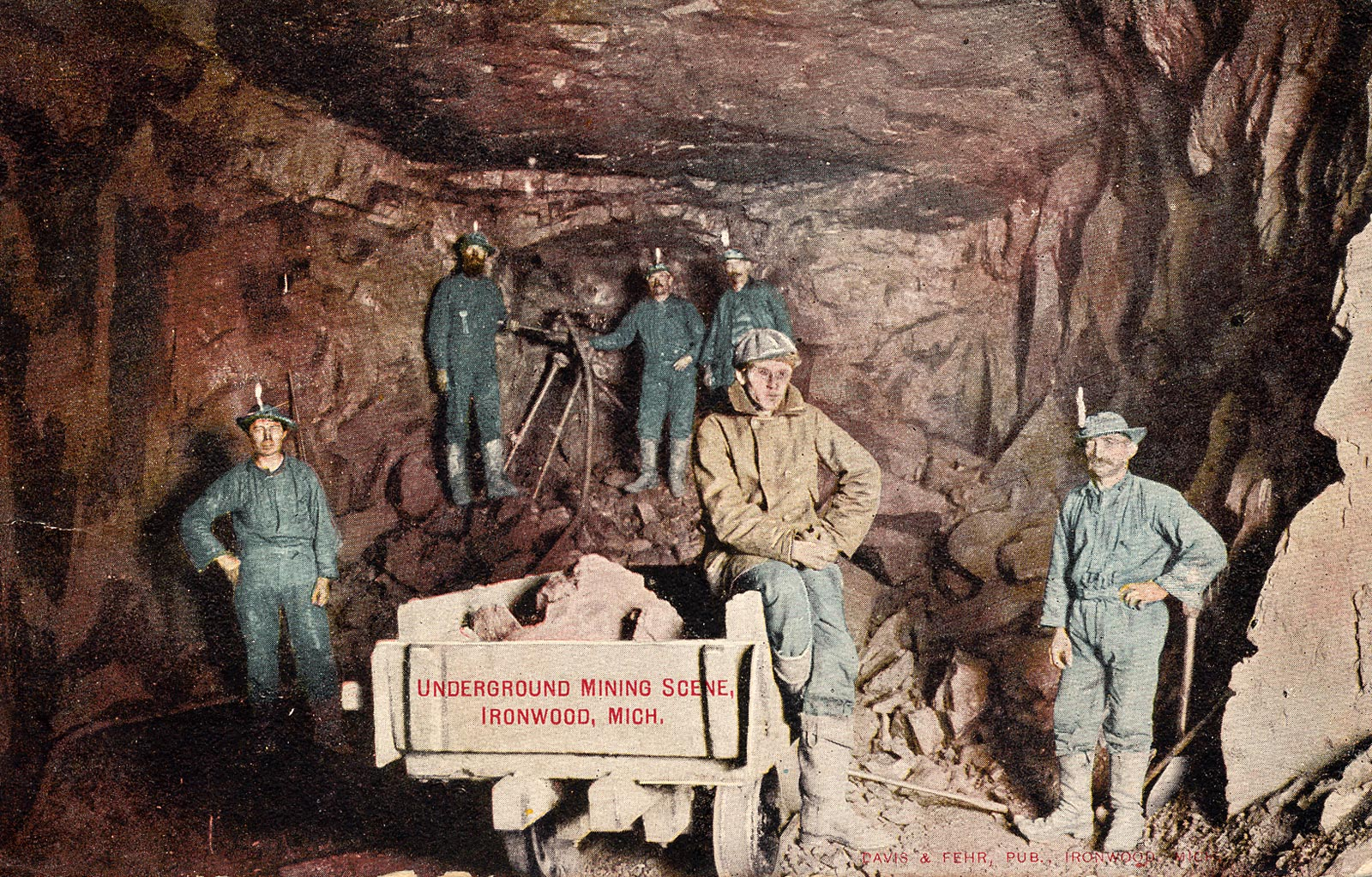
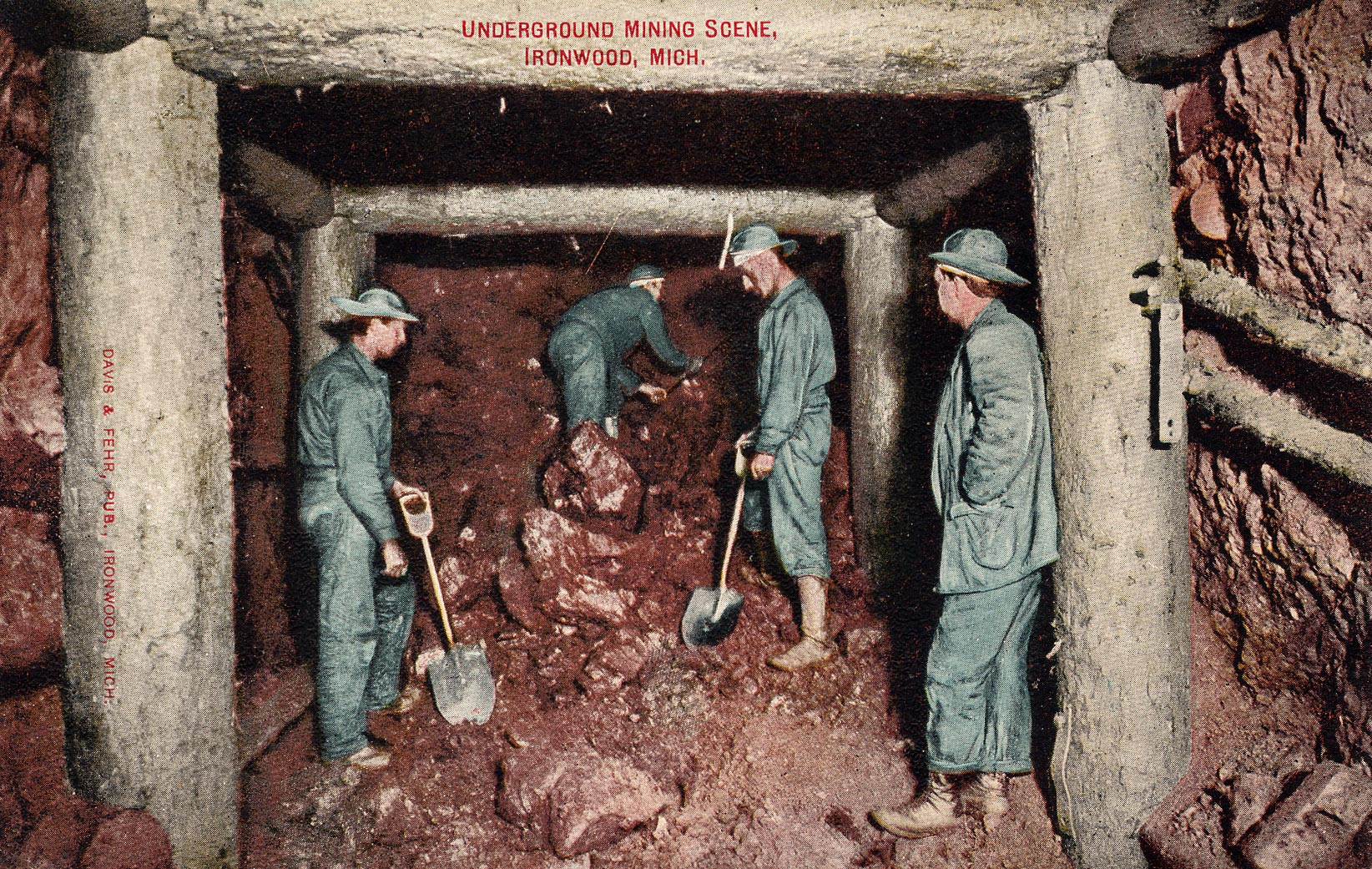
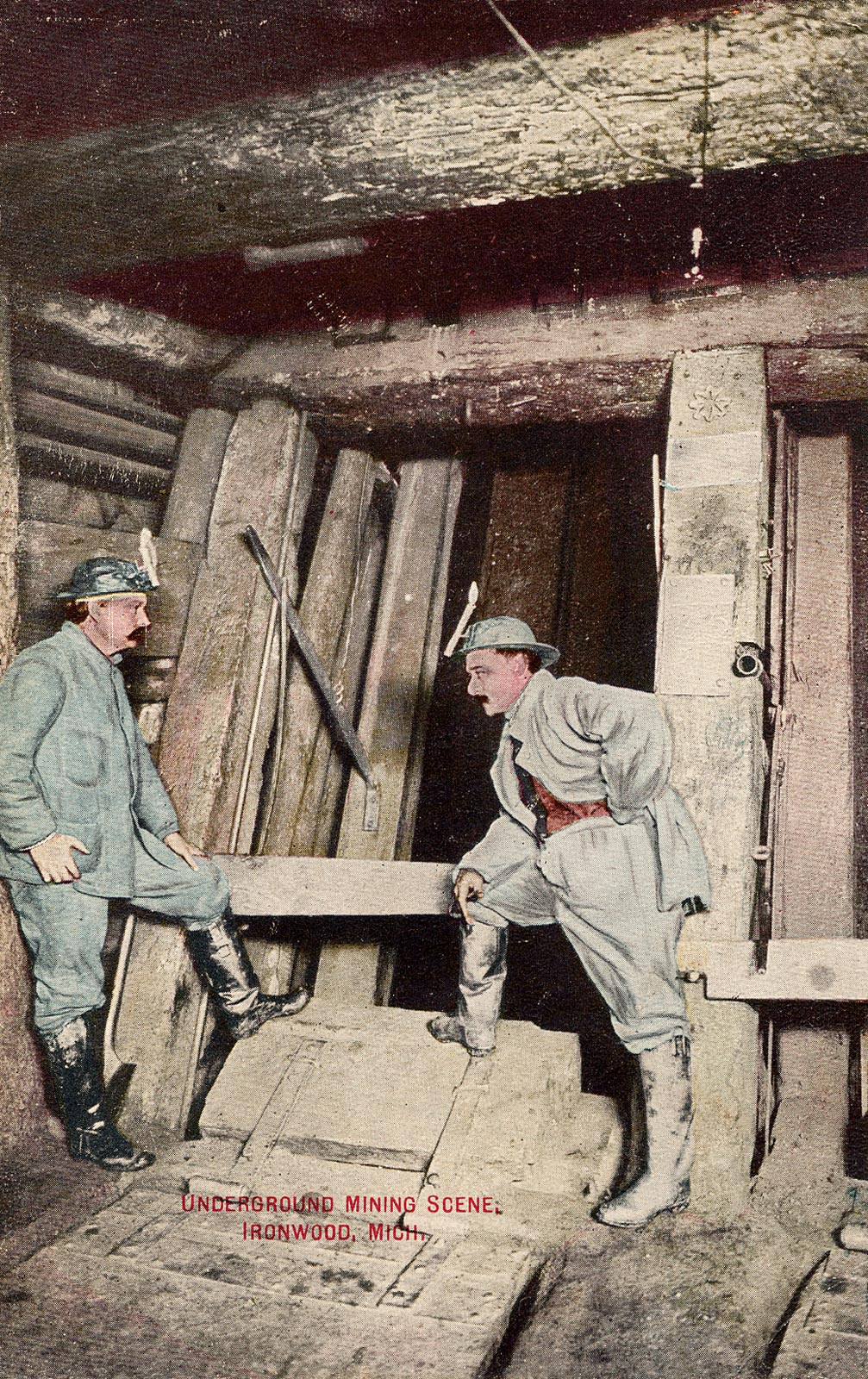
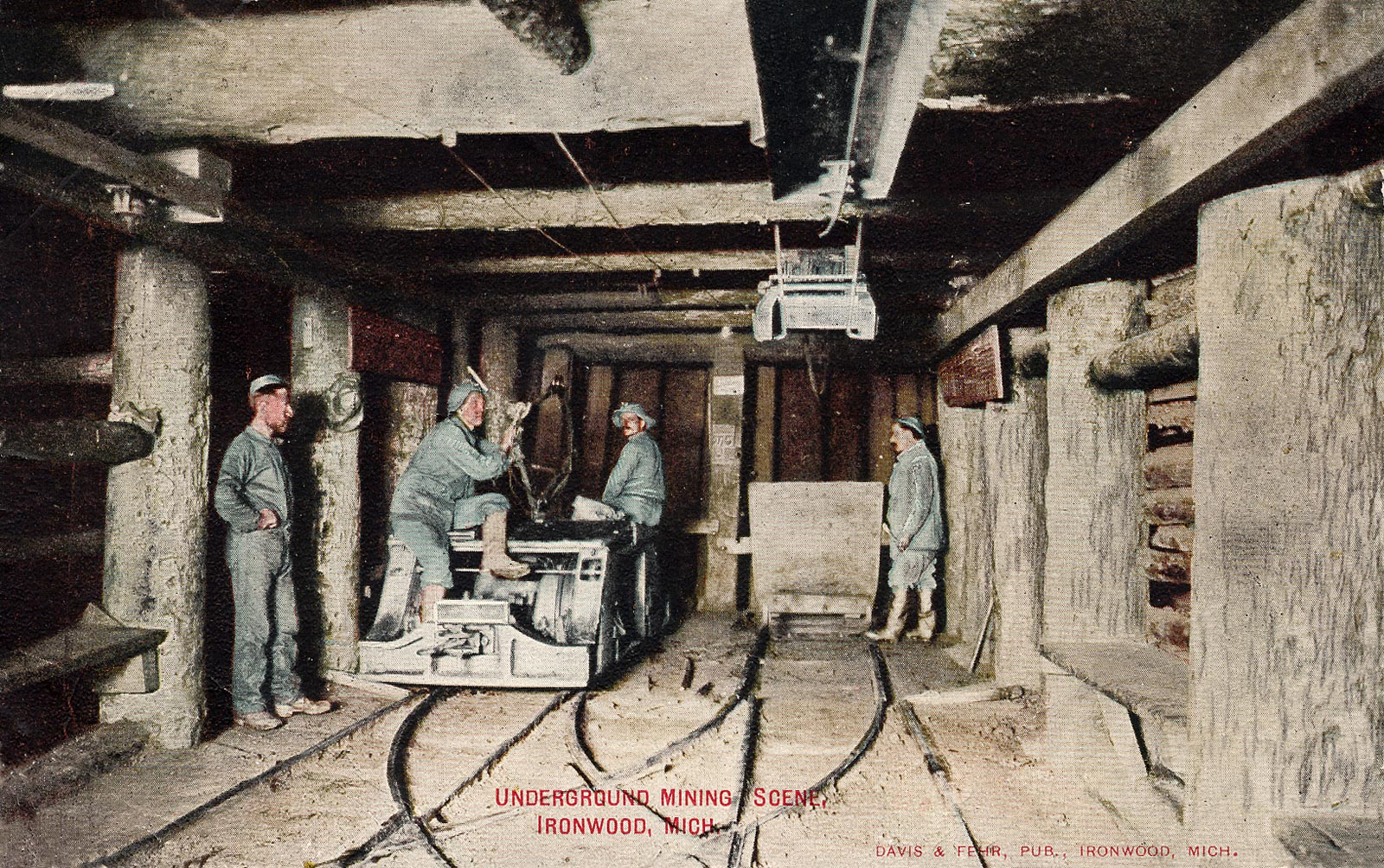
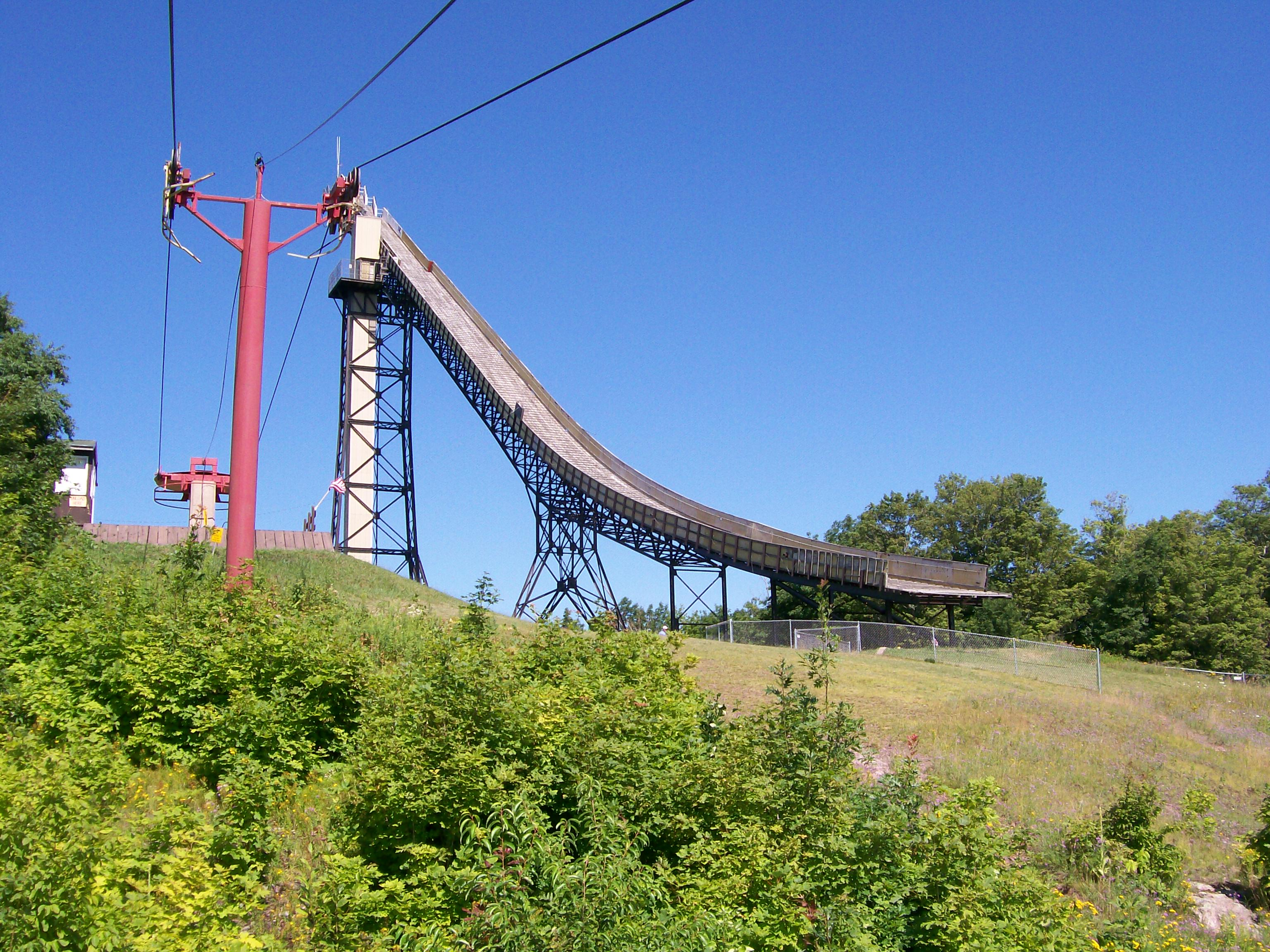